# Moratinos (Palencia)
Moratinos ist eine Gemeinde am Jakobsweg in der Provinz Palencia der Autonomen Gemeinschaft Kastilien-León.

## Geschichte
Der Name des Ortes deutet auf seine früheren, maurischen Bewohner hin, die Mudéjares.

## Sehenswertes
- Thomaskirche (Iglesia de Santo Tomás)

## Bevölkerungsentwicklung
| Jahr      | 1991 | 1996 | 2001 | 2004 | 2006 |
| --------- | ---- | ---- | ---- | ---- | ---- |
| Einwohner | 106  | 95   | 79   | 76   | 79   |

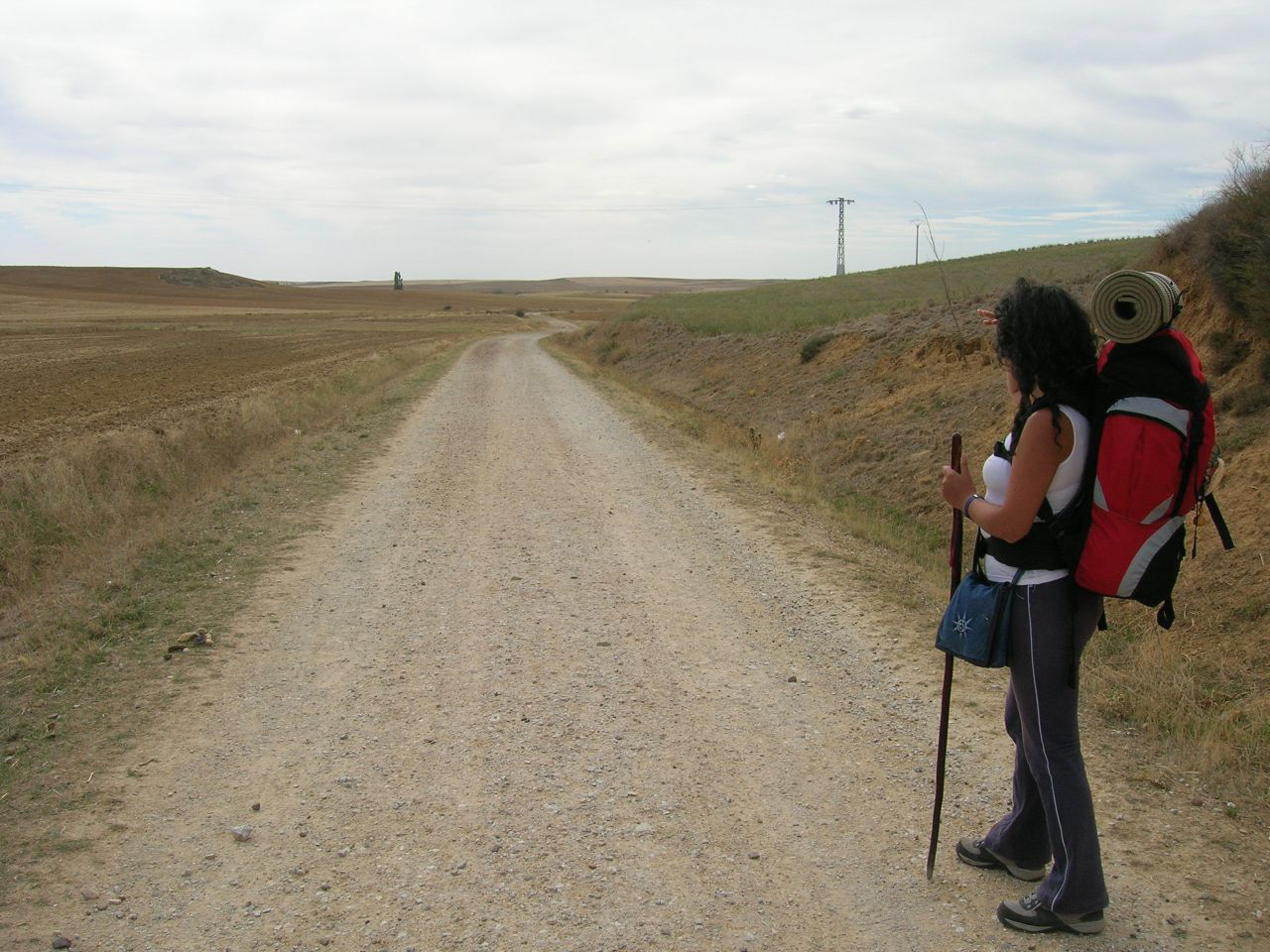
Die Meseta zwischen Terratillos und Moratinos
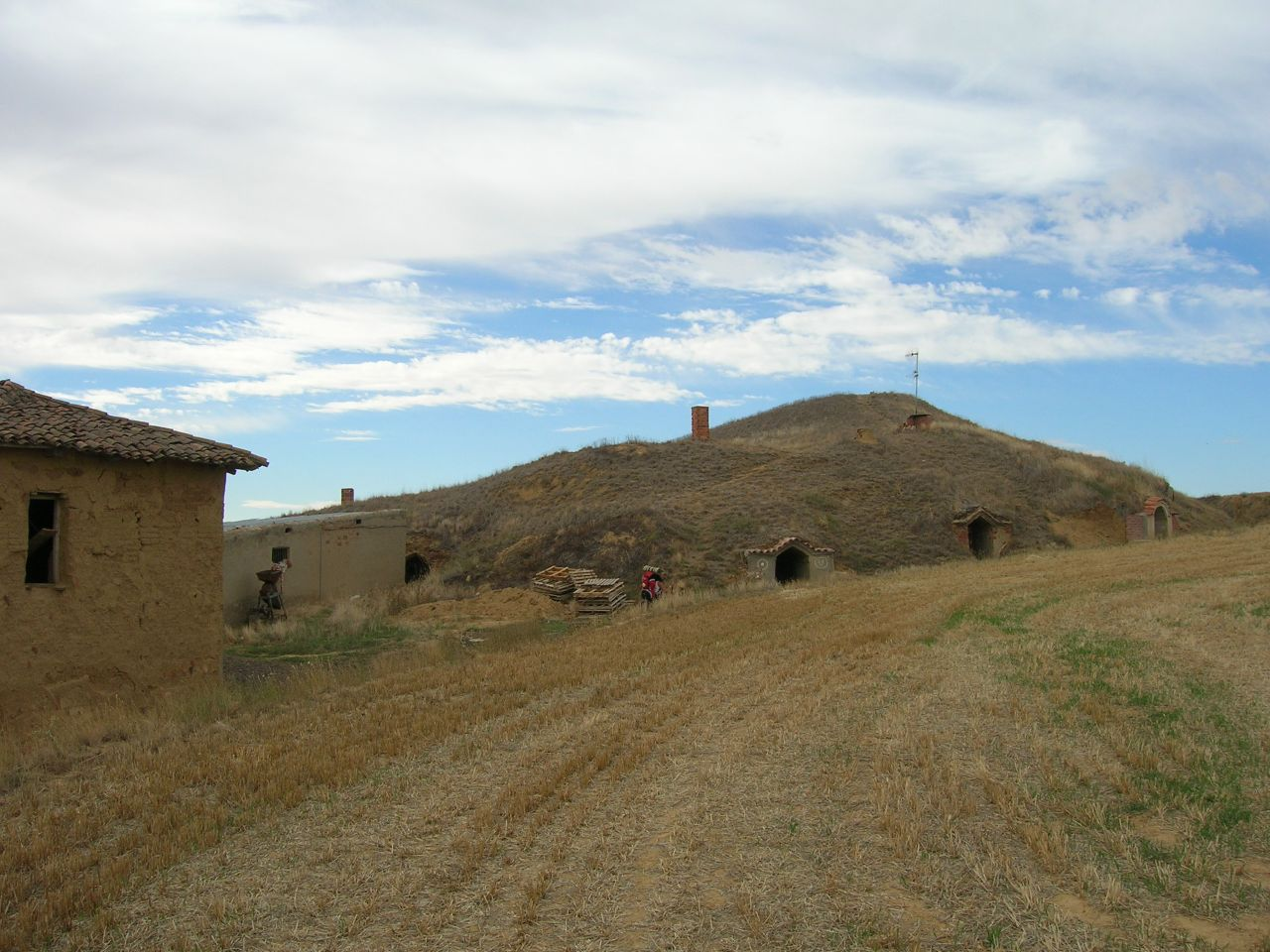
Bodegas bei Moratinos